# 24 (număr)
24 (douăzeci și patru) este numărul natural care urmează după 23 și precede pe 25.
Prefixul SI pentru 1024 este yotta (Y), iar pentru 10−24 (inversul lui 1024) yocto (y). Acestea sunt cel mai mare și cel mai mic număr care au actual prefixe SI.

## În matematică
24:
- Este un număr superabundent[1][2]
- Este factorialul lui 4 (24 = 4!)[3] și este un număr compus,[4] fiind primul număr de forma 23q, unde q este un număr prim impar.
- Este cel mai mic număr cu exact 8 divizori pozitivi: 1, 2, 3, 4, 6, 8, 12, și 24.
- Este un Număr extrem compus, mai mulți divizori decât orice alt întreg pozitiv mai mic.[5]
- Este un număr practic.[6][7]
- Este un număr refactorabil, deoarece este divizibil cu 8, numărul său de divizori.[8]
- Este un număr rotund.[9][10]
- Este un Număr semiperfect, deoarece adunând divizorii proprii, cu excepția lui 4 și 8 se obține 24.[11]
- Este un număr Størmer.[12][13]
- Deoarece 24 = 4!, rezultă că 24 este numărul în care pot fi ordonate 4 noțiuni diferite: (1,2,3,4), (1,2,4,3), (1,3,2,4), (1,3,4,2), (1,4,2,3), (1,4,3,2), (2,1,3,4), (2,1,4,3), (2,3,1,4), (2,3,4,1), (2,4,1,3), (2,4,3,1), (3,1,2,4), (3,1,4,2), (3,2,1,4), (3,2,4,1), (3,4,1,2), (3,4,2,1), (4,1,2,3), (4,1,3,2), (4,2,1,3), (4,2,3,1), (4,3,1,2), (4,3,2,1).
- Scăzând 1 din fiecare dintre divizori (cu excepția lui 1 și 2, dar incluzând pe el însuși) se obțin numere prime; 24 este cel mai mare număr cu această proprietate.
- Există 10 soluții la ecuația φ(x) = 24, și anume: 35, 39, 45, 52, 56, 70, 72, 78, 84 și 90. Sunt mai multe decât pentru orice întreg sub 24, făcând numărul 24 să fie un Număr extrem totient.[14][15]
- Este un Număr nonagonal.[16]
- Este suma numerelor prime gemene 11 și 13.
- Este un număr harshad în baza 10.[17][18]
- Este un număr semi-meandric⁠(d).
- Produsul oricăror patru numere consecutive este divizibil cu 24. Acest lucru se datorează faptului că printre oricare patru numere consecutive trebuie să existe două numere pare, dintre care unul este multiplu de patru și trebuie să existe un multiplu de trei.
- Un hipercub are 24 fețe bidimensionale (care sunt toate pătrate).
- Este singura soluție netrivială la problema ghiulelelor, adică: 12 + 22 + 32 + ... + 242 este un pătrat perfect (702). (Cazul banal este doar 12 = 12).[19]
- În 24 de dimensiuni sunt definite 24 de latici unimodulare⁠(d) pozitive, numite latici Niemeier⁠(d). Una dintre acestea este excepționala rețeua Leech⁠(d), care are multe proprietăți surprinzătoare; datorită existenței sale, răspunsurile la multe probleme, cum ar fi problema numărului osculator⁠(d) și problema celei mai dense împachetări a unor sfere⁠(d), sunt cunoscute în 24 de dimensiuni, dar nu în toate numerele de dimensiuni inferioare. Laticea Leech este strâns legată de codul binar Golay⁠(d) de lungime-24, de sistemul Steiner⁠(d) S (5,8,24) și de grupul Mathieu⁠(d) M24. (O construcție a laticei Leech este posibilă deoarece 12 + 22 + 32 + ... + 242 = 702.)
- Discriminantul modular Δ(τ) este proporțional cu puterea a 24-a a funcției eta Dedekind⁠(d) η(τ): Δ(τ) = (2π)12η(τ)24.
- laticea Barnes–Wall⁠(d) conține 24 de latici.
- Este singurul număr ai cărui divizori — 1, 2, 3, 4, 6, 8, 12, 24 — sunt exact acele numere n pentru care fiecare element inversabil al inelului comutativ Z/24Z⁠(d) este o rădăcină pătrată al lui 1. Rezultă că grupul multiplicativ al elementelor inversabile (Z/24Z)× = {±1, ±5, ±7, ±11}  este izomorf⁠(d) pentru grupul aditiv (Z/2Z)3. Acest fapt intervine în conexiunea monstrous moonshine⁠(d).
Rezultă că orice număr "n" prim față de 24 (adică orice număr de forma 6 K ± 1), și în special orice prim n mai mare decât 3, are proprietatea că n2 – 1 este divizibil cu 24.
- 24-celule, cu 24 de celule octaedrice și 24 de vârfuri, este un politop dual de tip 4-politop regulat convex. Are 576 (24×24) de simetrii de rotație și 1152 de izometrii.
- Este un număr osculator în spațiul cvadridimensional: numărul maxim de sfere identice din care fiecare poate atinge toate celelalte sfere fără a se intersecta cu ele. (Centrele a 24 de astfel de sfere formează vârfurile unei 24-celule.)
- Este cel mai mare număr întreg care este divizibil cu toate numerele naturale nu mai mari ca rădăcina sa pătrată.
- Este caracteristica Euler a unei suprafețe K3⁠(d).
- Este cel mai mic număr 5-hemiperfect⁠(d).[18]

## În știință
- Numărul atomic al cromului.[20]
- Numărul de ore într-o zi.
- 24! este o aproximație (în plus cu circa 3%) a numărului lui Avogadro.

### Astronomie
- NGC 24 este o galaxie spirală situată în constelația Sculptorul.
- Messier 24 este un obiect ceresc situat în constelația Săgetătorul.
- 24 Themis este o planetă minoră.
- 24P/Schaumasse este o cometă periodică din sistemul solar.

## În religie
- Numărul de cărți din Biblia ebraică.
- În literatura apocaliptică creștină reprezintă Biserica completă, fiind suma celor 12 triburi israelite și ale celor 12 apostoli ai Mielului lui Dumnezeu. De exemplu, în Apocalipsa lui Ioan: „În jurul tronului se aflau alte douăzeci și patru de tronuri, iar pe tronuri ședeau douăzeci și patru de bătrâni, îmbrăcați în haine albe și având pe cap coroane din aur.”[21].
- Numărul de Tirthankara⁠(d) în Jainism.
- Numărul de spițe al Ashoka Chakra⁠(d).

## În muzică
- În muzică există în total 24 de tonalități (12 majore și 12 minore), fără a lua în considerare echivalentele enarmonice⁠(d). Prin urmare, pentru colecțiile de piese scrise în fiecare cheie, numărul de piese dintr-o astfel de colecție — de exemplu Preludii de Chopin — este de 24.

## În sport
- În fotbal:
  - La turneul final al Campionatului Mondial de Fotbal între anii 1982 to 1994 au participat 24 de echipe naționale.
  - La turneul final al Campionatului Mondial de Fotbal Feminin în anii 2015 și 2019 au participat 24 de echipe naționale.

## În alte domenii

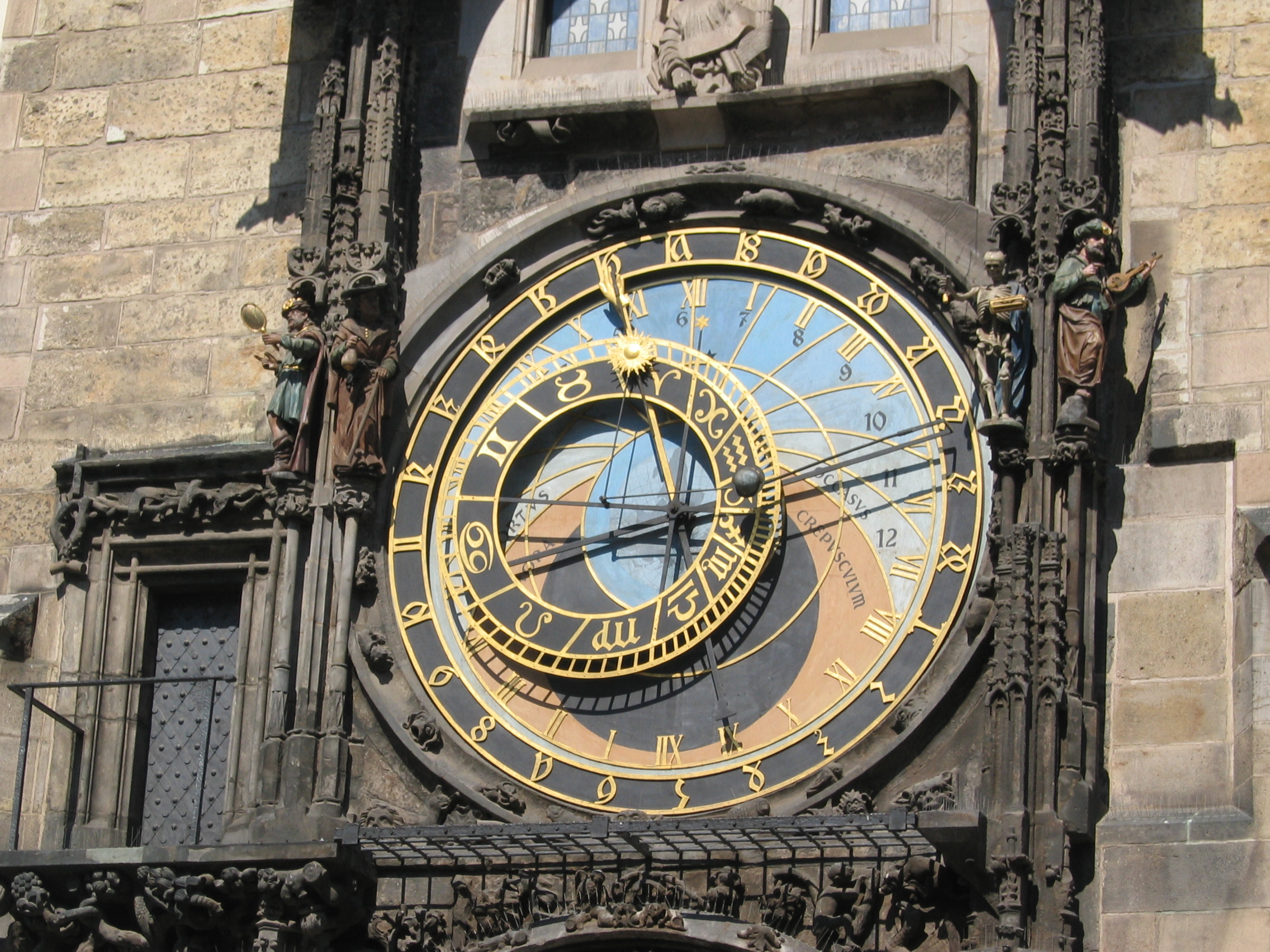
Ceasul astronomic din Praga

- Numărul de biți de care are nevoie un computer pentru a reprezenta imagini cu o adâncime de culoare⁠(d)care permite un maxim de 16 777 216 (224) de nuanțe.
- Titlul maxim al unui aliaj, indicând o puritate de 100% a componentei principale.[22]
- Numărul ciclurilor din calendarul chinezesc.
- Numărul de ani de la începutul Războiului Rece până la semnarea Tratatului cu privire la interzicerea amplasării de arme nucleare și alte arme de distrugere în masă pe fundul mărilor și în subsolul lor⁠(d), care a interzis amplasarea armelor nucleare pe fundul mărilor și oceanelor până la o anumită distanță de coastă.
- Numărul de cadre pe secundă cu care este de obicei proiectat un film cinematografic, deoarece acest lucru este suficient din punctul de vedere al persistenței retiniene⁠(d).
- Numărul de litere din alfabetul grec, atât cel modern, cât și cel clasic.[23] De asemenea, numărul capitolelor din Iliada și Odiseea lui Homer, care erau numerotate cu litere.
- Numărul runelor din vechiul futhark⁠(d).
- Numărul pulurilor din jocul de table.[24]
- Numărul maxim al cavalerilor în viață ai Ordinului Jartierei.
- Numărul departamentului Dordogne din Franța.
- Numărul de mierle coapte într-o plăcintă în cântecul englez tradițional Sing a Song of Sixpence⁠(d).
- Este codul de țară UIC al Lituaniei.[25]